# Cadalso de los Vidrios
Cadalso de los Vidrios es un municipio y localidad española de la Comunidad de Madrid. El término municipal, ubicado en el límite con las provincias de Toledo y Ávila, tiene una población de 3228 habitantes (INE 2024).

## Toponimia
El origen del nombre no es seguro, aunque se habla de un asentamiento judío en la zona en tiempos romanos llamado Cadalfarum del que habría derivado el término de Cadalso.
El añadido «de los Vidrios» hace referencia a unas importantes fábricas de vidrio situadas en esta localidad. El vidrio fabricado en este pueblo alcanzó prestigio en los siglos XVI y XVII (gran parte de la cristalería de la Real Botica del Monasterio de El Escorial fue fabricada en Cadalso). Estos hornos estuvieron operativos hasta principios del siglo XX, cuando fueron cerrados definitivamente.

## Geografía

Extensión del término municipal dentro de la Comunidad de Madrid

Ubicación
La localidad está situada a una altitud de 804 m sobre el nivel del mar. Se encuentra a unos 80 km al suroeste de la capital de España.
| Noroeste: Navahondilla      | Norte: San Martín de Valdeiglesias | Noreste: San Martín de Valdeiglesias |
| Oeste: Rozas de Puerto Real |                                    | Este: Almorox                        |
| Suroeste: Cenicientos       | Sur: Almorox                       | Sureste: Almorox                     |

## Historia
Los orígenes del pueblo antes de la ocupación musulmana de la península ibérica no están muy documentados, si bien la zona en la que está situado el pueblo estaba ocupada por poblaciones celtibéricas, como demuestran los Toros de Guisando situados a escasos kilómetros en El Tiemblo, así como algunas tumbas.
En época romana se tiene constancia de algún asentamiento en la zona de poca importancia relacionado con las vías de comunicación hacia Toledo.
Marco Fluvio ocupó Cadafalsum durante la conquista de Toledo en 193 a. C. Durante el periodo visigodo, fue conocido como "Las ventas de Santa Ana", y dependía de Escalona, convirtiéndose en lugar de paso natural entre Toledo y Ávila. Los musulmanes ocuparon este enclave durante tres siglos, convirtiéndose en plaza defensiva de Toledo y utilizando una atalaya en la cima de la Peña Muñana como observatorio de la comarca. De esta época es parte la muralla, una nueva mezquita de planta cuadrangular transformada luego en iglesia por los cristianos, y numerosas cuevas de bóvedas de medio cañón.
La villa fue reconquistada en el año 1082 por el rey Alfonso VI de León, que la nombró «Villa muy noble y muy leal» concediendo diversos fueros para su repoblamiento y, para evitar posibles ataques mandó consolidar la muralla..
A principios del siglo XIII, Cadalso pasó de nuevo a formar parte de la tierra de Escalona , de quien dependió hasta 1833, cuando la reestructuración administrativa provocó su integración en la provincia de Madrid. En el siglo XV, pasó junto a Escalona a manos de don Álvaro de Luna y posteriormente a Juan Pacheco, marqués de Villena.
Es conocido que Isabel la Católica pasó por Cadalso tras ser proclamada heredera de la corona de Castilla en 1468. También pasó por este pueblo Santa Teresa de Jesús en el año 1569, alojándose en casa de unos parientes suyos, los Dávila, en la calle de San Antón.
A juzgar por la intensa actividad constructiva, fue el siglo XVI el momento de máximo esplendor de Cadalso de los Vidrios: se continuó y terminó la iglesia parroquial, se remodeló el palacio de Villena, y se construyeron palacios, como la Casa de los Salvajes. A este desarrollo contribuyó el auge de la viticultura, de la industria del vidrio, de la cantería y de la venta de productos del monte (madera, carbón).
Hasta la reforma de la nomenclatura municipal de 1916 el municipio se llamaba simplemente Cadalso. En dicha fecha su nombre fue modificado por el de Cadalso de los Vidrios.

## Demografía
Cuenta con una población de 3228 habitantes (INE 2024).
| Gráfica de evolución demográfica de Cadalso de los Vidrios entre 1842 y 2021 |
| |
| Población de derecho según los censos de población del INE Población de hecho según los censos de población del INEEn estos censos se denominaba Cadalso: 1842, 1857, 1860, 1877, 1887, 1897, 1900 y 1910 |

## Transporte público
La empresa El Gato, perteneciente al grupo Interbus opera las dos líneas que llegan al municipio y que son estas:
| Línea | Recorrido                                                  |
| ----- | ---------------------------------------------------------- |
| 545   | Madrid (Príncipe Pío) - Cenicientos - Sotillo de la Adrada |
| 546   | Madrid (Príncipe Pío) - Rozas de Puerto Real - Casillas    |

## Economía
En los siglos XVIII y XIX el impulso económico vino por la fundación de la Real Fábrica de Vidrios por Carlos III y la creación de otras industrias (aguafuerte, alcohol, licores,…). Desde 1970 el auge de la segunda residencia y el atractivo natural del entorno han desarrollado las actividades terciarias basadas en los servicios, el comercio y el turismo. 
La cercanía a Madrid ha dado vitalidad al pueblo, que conserva sin embargo algunas actividades económicas típicas. Son de destacar:

#### Viticultura y gastronomía
El pueblo cuenta desde 1956 con una cooperativa (Bodega Cooperativa Cristo del Humilladero) que elabora con los viñedos de la región vinos tintos y rosados a partir principalmente de uva garnacha comercializados con el nombre de Joyuelo, así como un varietal blanco (Joyuelo blanco) a base de uva de albillo.
Recientemente los viticultores de la zona han creado nuevas bodegas y aunque elaboran vinos basados principalmente en uva garnacha, también han introducido otras variedades produciendo excelentes caldos procedentes de viñas nuevas, la mayoría de ellas plantadas en espaldera. Variedades como el merlot, cabernet sauvignon, tempranillo o syrah ya forman parte de las viñas y de los vinos de la zona, y se puede asegurar con toda razón que todas estas variedades se han adaptado perfectamente a la zona y los caldos obtenidos son de una calidad que nada tienen que envidiar a los de otras zonas con más prestigio y antigüedad. La calidad-precio es muy buena y solo es necesario acercarse por la zona para poder visitar las distintas bodegas y catar los vinos. Con tan solo unos años celebrándose, la Feria del Vino Cadalvin ya es una referencia sobre los vinos de la Comunidad de Madrid.
En el ámbito de la gastronomía corresponde destacar los bollos de leche, el hornazo y la fama de las patatas fritas de Churreria, realizadas con patatas de excelente calidad en aceite de oliva y que atraen a gente de zonas aledañas y alejadas.

#### Canteras de granito
En el municipio existe un gran número de empresas dedicadas a la extracción y la transformación de granito destinado a la construcción y elementos decorativos. Especialmente relevante es la variedad "blanco cristal", conocida a nivel internacional.

## Educación
En Cadalso de los Vidrios hay una escuela infantil pública y un colegio público de educación infantil primaria y secundaria.

## Símbolos
El escudo heráldico y la bandera que representan al municipio fue aprobado el 18 de julio de 1994. El escudo se blasona de la siguiente manera:

Cuartelado, primero y cuarto en campo de gules un brazo alado de oro con espada desnuda. Segundo y tercero, en campo de plata un león rampante de púrpura. Bordura de oro cargada con tres hojas de parra de sinople, ordenadas de la siguiente manera, una en el cantón izquierdo, otra en el cantón derecho y otra en punta. Timbrado con la Corona Real Cerrada.
Boletín Oficial de la Comunidad de Madrid nº de 172 de 22 de julio de 1994

La descripción de la bandera es la siguiente:

Bandera de paño, de proporciones dos tercios. Terciada horizontal plata, rojo y plata. Brochante al centro el Escudo del Ayuntamiento (representándose el oro amarillo y la plata y las perlas blancas).
Boletín Oficial de la Comunidad de Madrid nº de 172 de 22 de julio de 1994

## Patrimonio

### De origen medieval musulmán
- Las Cuevas del Pilar

Son al menos nueve cuevas con bóveda de medio cañón situadas a las afueras del pueblo en la calle Real. La leyenda dice que estas cuevas llevan hasta el observatorio musulmán de la Peña Muñana. En cualquier caso las cuevas comunican con cuevas naturales y largas galerías y revisten tal vez interés espeleológico, pudiendo sólo contemplarse la entrada. Esto ha hecho que permanezcan bastante olvidadas y sucias. 
- Restos del observatorio musulmán en la Peña Muñana

Quedan algunos restos de poca importancia de lo que fue el observatorio-castillo, de indudable origen musulmán. 
Si bien quedan pocos restos el lugar es muy recomendable pues se domina desde él todo el valle.
- 'La fuente de los Álamos

Situada frente al Palacio de Villena, es un pozo decorado en piedra.

### De origen medieval cristiano
- La Casa de los Salvajes

Antigua casa histórica. Se conserva una fachada de una casa medieval en la que está labrado un escudo heráldico sostenido por dos hombres con el cuerpo cubierto de pelo y armados con porras, lo que los hace reconocibles dentro de la iconografía del homo silvestris u "hombre salvaje".
En la actualidad, dicho edificio alberga la oficina de turismo local.

### De la época renacentista
- Palacio de Villena

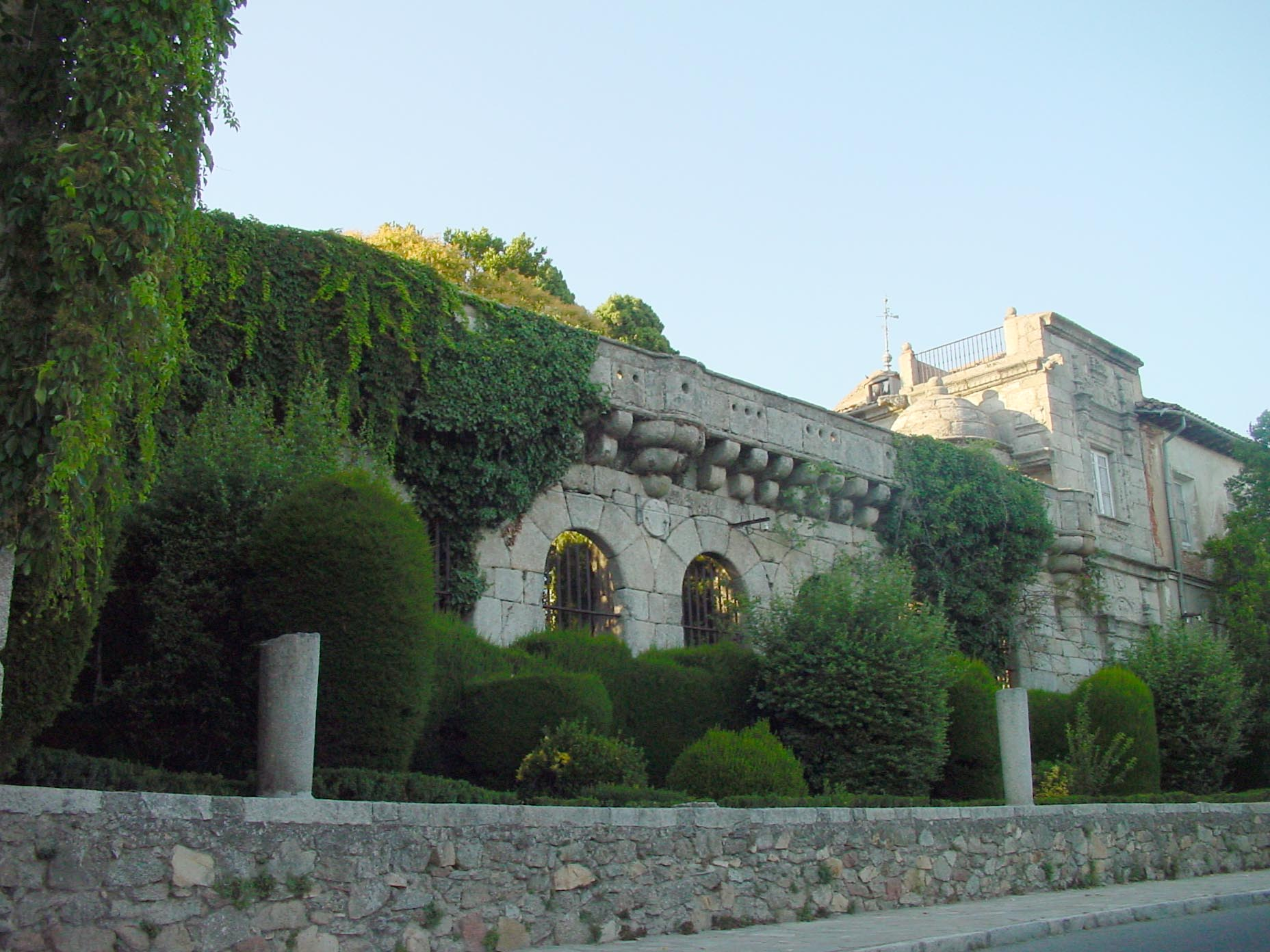
Palacio de Villena en Cadalso de los Vidrios

Construido en el siglo XV tiene planta rectangular y dos fachadas, una norte que se encuentra almenada y una sur con arquería de medio punto. Las sucesivas reformas le fueron dando progresivamente un aire más renacentista.
El palacio fue construido (aunque jamás habitado) por Álvaro de Luna.
El palacio consta de un jardín del siglo XVI con un gran estanque en piedra que recuerda al que se encuentra junto al monasterio de El Escorial.
- Iglesia de Nuestra Señora de la Asunción

Su construcción comenzó durante el reinado de Isabel la Católica con piedra de la vieja muralla árabe.
Es un templo de grandes dimensiones, unos 1000 m², con 5 capillas laterales, sacristía y pila bautismal.

## Parajes naturales

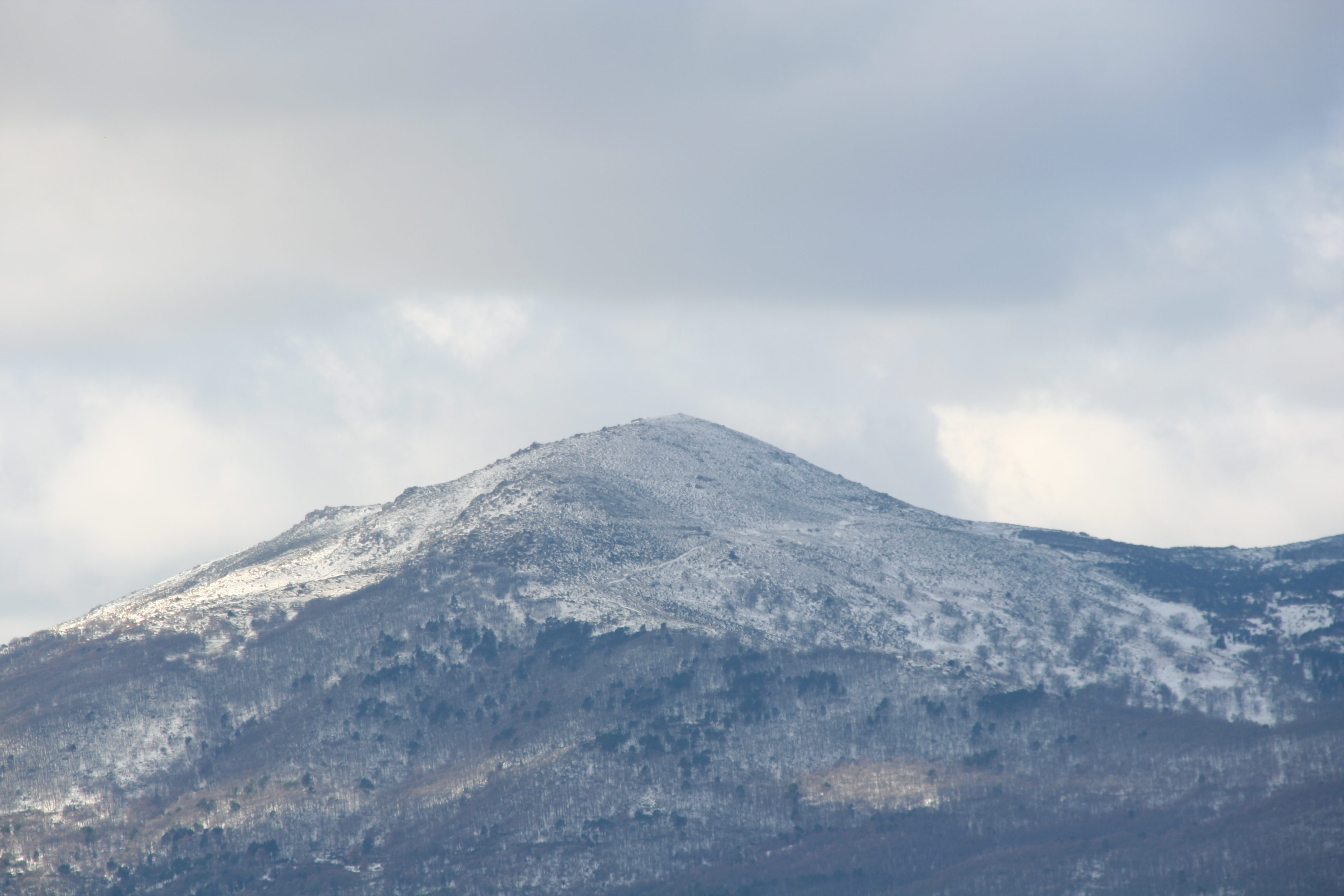
Pico del Mirlo nevado. Vista desde Cadalso de los Vidrios.

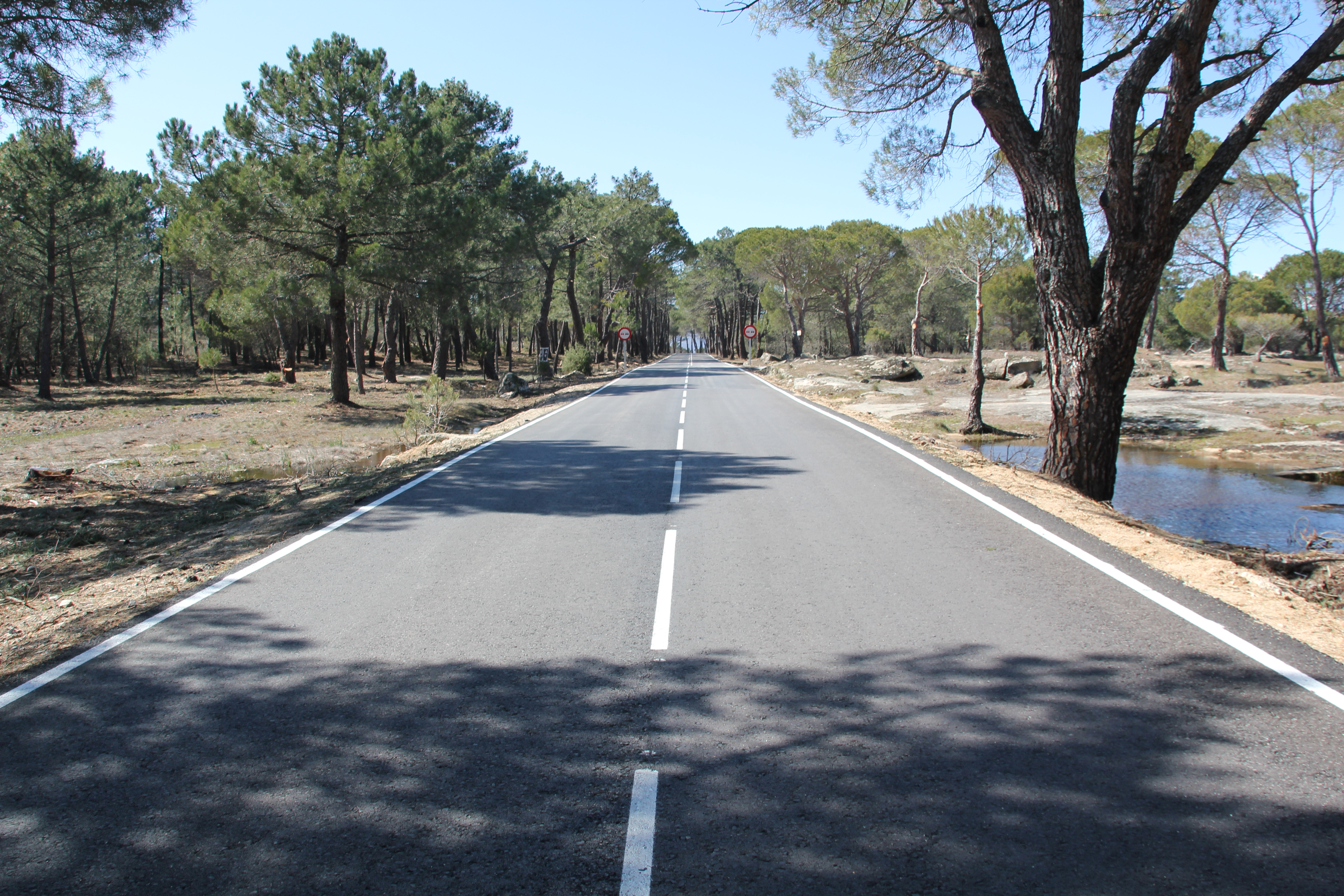
M-541 a su paso por Cadalso de los Vidrios, cerca del paraje de El Venero.

El entorno natural de Cadalso de los Vidrios combina olivos, viñedos y campos de secano con un paisaje de abundante vegetación arbórea.[cita requerida]
Son de destacar los pinares en la Peña Muñana, el paraje de El Venero y la zona de El Mirador así como los bosques de árboles autóctonos (especialmente castaños) que se han conservado en los laterales del Valle de Tórtolas.
El arroyo de Tórtolas es el más importante arroyo en el municipio, junto a él a la altura de la urbanización El Mirador se ha construido una presa que facilita la concentración de agua y su utilidad en caso de incendios, riegos, etc. Desde aquí sale una senda muy frecuentada por cicloturistas, que pueden disfrutar del paisaje del "Pinar El Concejo" y disfrutar de rocas que el agua ha dado formas caprichosas como "La cabeza de Pedro", "El Gigante" o "La Ardilla"

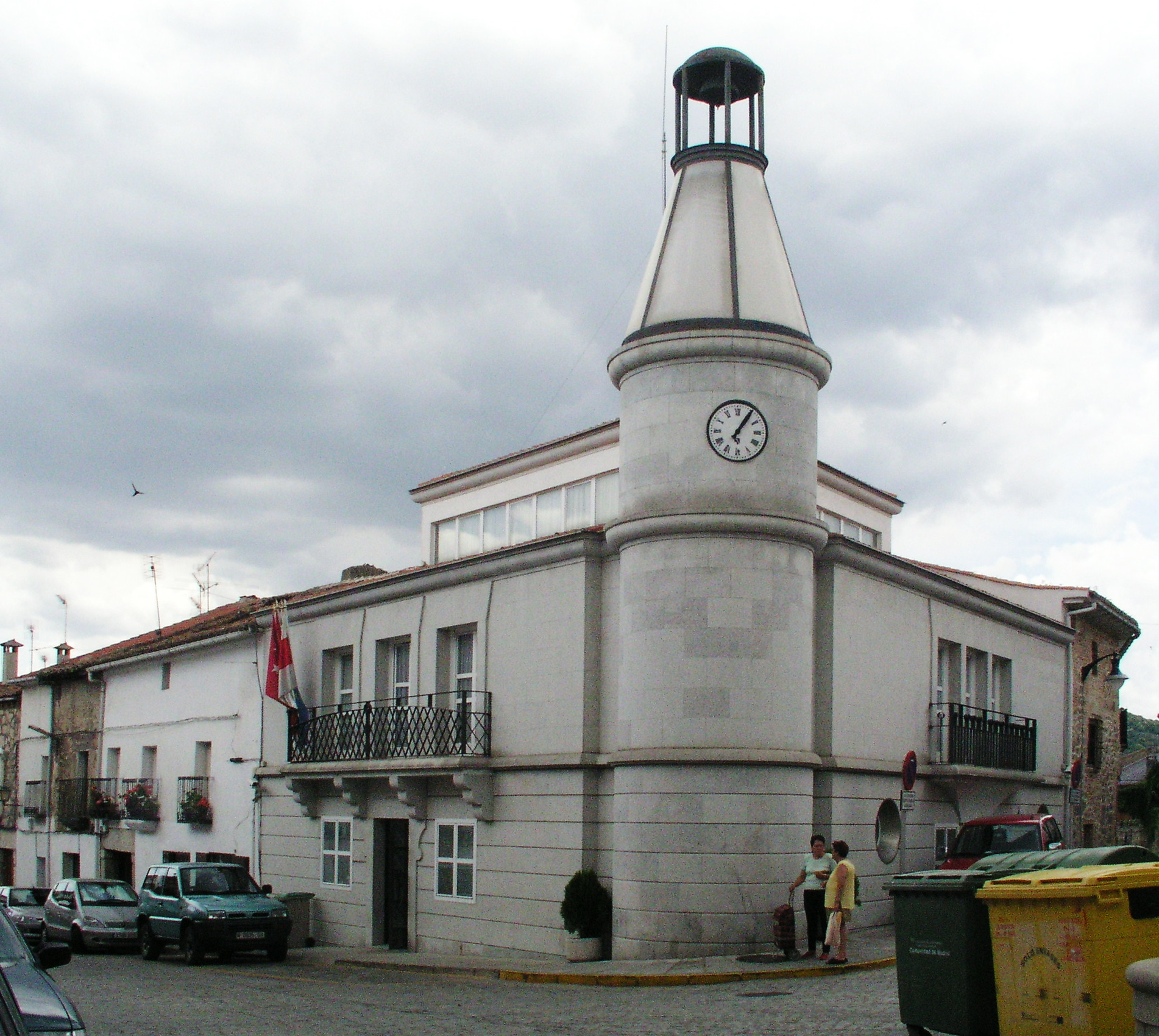
Vista de la casa consistorial

## Fiestas
Fiestas patronales
Se celebran del 13 al 18 de septiembre, en honor del Santísimo Cristo del Humilladero, patrón de la Villa. La noche del día 13 hay fuegos artificiales y se desarrollan espectáculos taurinos durante toda la semana. Hay que destacar la actividad de las peñas en estas fiestas, siendo la más antigua y popular de ellas La Peña Muñana, fundada en 1976.
El Hornazo
Se trata de una romería campestre presidida por el hornazo (que en Cadalso consta de masa de bollo y un huevo cocido), celebrada a las eras de la Peña Muñana, el Lunes de Pascua. La tradición exige subir a la Peña durante ese día.
Carnaval
Los Carnavales de Cadalso tienen la particularidad de la presencia de la Hermandad de las Ánimas Benditas que durante esos días subastan las piezas obtenidas en la "Caza de Devotos" y piden limosna ataviados con sus bandas e insignias con el objeto de sufragar misas por los difuntos. El carácter religioso de esta tradición permitió que los Carnavales se siguieran celebrando en el pueblo, incluso en las épocas en las estaban más perseguidos.
Resulta especialmente vistoso el "Revoloteo de la Bandera" que se celebra las tardes de Carnaval, siguiendo un ritual ancestral.